# Alsberge-Van Oost

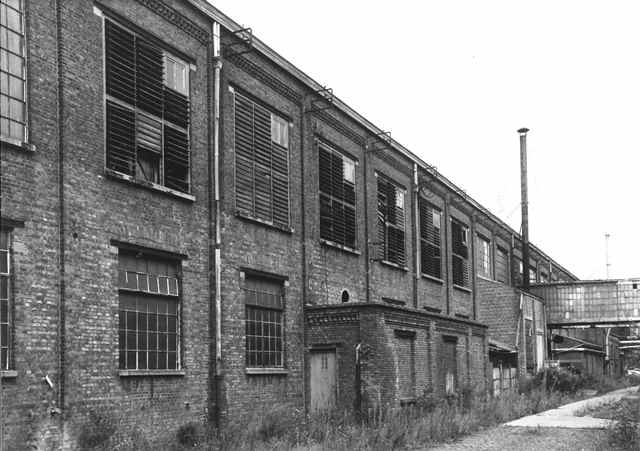
Machine- en ketelhuis van Textielverdelingsbedrijf Alsberge-Van Oost

Alsberge-Van Oost (AVO) was een veredelingsbedrijf voor textiel, actief tussen 1879 en 1978 in Gent.

## Historiek van het bedrijf
In 1879 richten Joseph Alsberge en Auguste Van Oost tussen de Drongensesteenweg, de Leie en de Malemmeersen in Gent een blekerij voor linnen weefsels op. De nabijheid van de oude Leiearm en meersen speelt een belangrijke rol bij de vestiging van het bedrijf. Het bleken van linnen weefsels gebeurt aanvankelijk in de buitenlucht, op een weiland of bleekveld. Onder invloed van zon, dauw, regen of regelmatige besproeiing met water, verliest het vlas zijn grauwe kleur.
In 1913 wordt bij Alsberge-Van Oost een stoommachine van de gerenommeerde Gentse machinebouwer Van den Kerchove geïnstalleerd. De machinekamer is aan de binnenzijde bekleed met faiencetegels in art-nouveaustijl.
Het bedrijf breidt in de loop der jaren haar activiteiten uit, van het bleken van linnen naar een heel scala aan nabewerkingen op textiel. Vele tonnen garens en stoffen van binnen- en buitenlandse spinnerijen en weverijen worden hier geverfd en chemisch behandeld. De fabriek beschikt over een eigen chemisch labo. Het bedrijf groeit uit tot het belangrijkste in z’n sector en stelt op haar hoogtepunt honderden arbeiders tewerk.

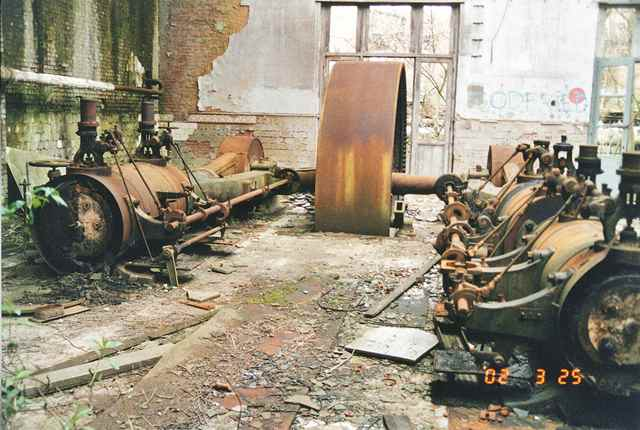
Toestand van het ketelhuis in 2002. In 2021 wacht het gebouw nog steeds op een nieuwe invulling.

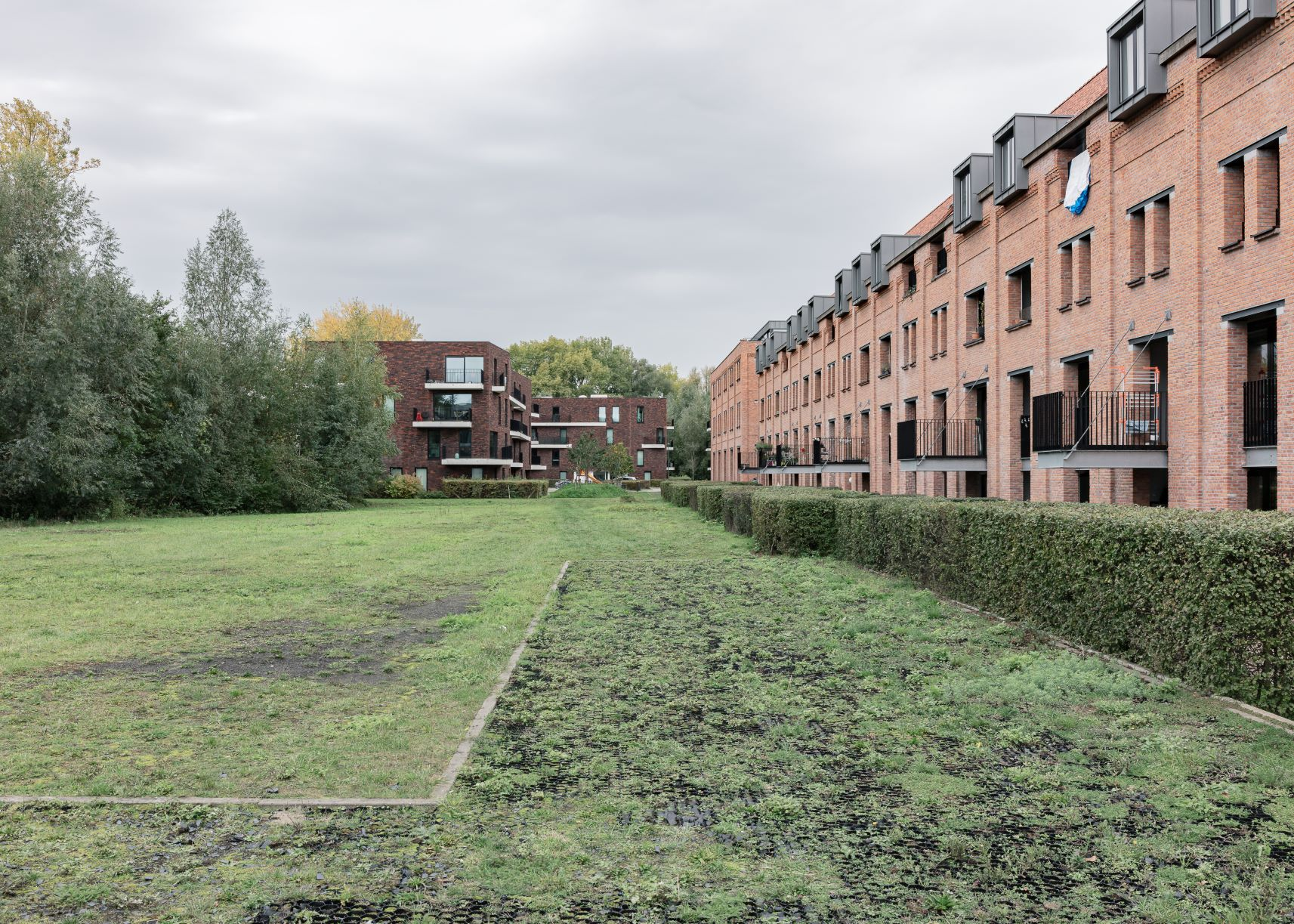
Op de terreinen aan de Drongensesteenweg in Gent waar vroeger het textielveredelingsbedrijf Alsberge-Van Oost nv was gevestigd, is er nu een woonwijk aangelegd. Fotograaf: Alexander Dumarey

## Verval en herbestemming van de gebouwen
Nadat in 1978 het doek valt over de textielfabriek Alsberge-Van Oost, breken 30 jaren van troosteloze leegstand aan. De vervallen fabriek is lange tijd een paradijs voor krakers, sluikstorters en graffitikunstenaars. Er vinden ook tal van tijdelijke initiatieven plaats, zoals kunstevenementen en feesten.
In 1981 worden de stoommachine, de machinekamer en het ketelhuis als monument en stadsgezicht beschermd. Enkele jaren later laat de toenmalige eigenaar het ketelhuis toch afbreken. De Dienst Monumentenzorg legt de sloopwerken stil, maar het gebouw ligt al in puin. Vandalen graaien onderdelen van de stoommachine mee en richten schade aan in de machinekamer. Het pronkstuk van weleer is momenteel dichtgetimmerd, om erger te voorkomen.
Begin 21ste eeuw stelt de stad Gent de plannen voor een nieuwe woonwijk op de site voor. Een groot deel van de fabrieksgebouwen wordt vervolgens afgebroken. De gronden worden gesaneerd. Nieuwbouwwoningen en appartementen verrijzen. De sloop, sanering, renovatie en nieuwbouw worden afgerond in 2015. Eén van de fabrieksgebouwen werd bewaard en achter de opgeknapte gevel schuilen appartementen. Het ketelhuis wacht nog op restauratie en een nieuwe invulling.